# Tim Wilkinson
Timothy David Wilkinson (Palmerston North, 26 juli 1978) is een professioneel golfer uit Nieuw-Zeeland.

## Amateur
Tim Wilkinson had een succesvolle amateurstijd.

### Gewonnen
- 2000: New Zealand Stroke Play Championship
- 2002: SBS Invitational

### Teams
- Eisenhower Trophy: 2002

## Professional
Wilkinson werd in 2003 professional. In 2005 speelde hij op de Nationwide Tour. Eind 2007 behaalde hij een spelerskaart via de Tourschool door in de top 25 te eindigen.
Zijn eerste jaar op de Amerikaanse PGA Tour liep goed. Zijn eerste toernooi was het Sony Open in Hawaï, waar hij op de derde plaats eindigde. Hij verdiende dat jaar ruim $ 1.000.000 en hield zijn tourkaart.